# Predalpska Slovenija
Predalpska Slovenija je ena izmed pokrajin po Gamsovi pokrajinsko-ekološki členitvi Slovenije.

## Predalpske pokrajine
Predalpske pokrajine zajemajo širok pas južno in vzhodno od alpskega sveta. Osnovna značilnost predalpskih pokrajin je hribovit svet, ki se le izjemoma vzpne čez 1000m. Zaradi pisane kamninske sestave in zapletene tektonske zgradbe je pokrajinska podoba 
teh pokrajin zelo različna. Zaobljeno hribovje iz mehkejših kamnin se namreč menjuje z markantnimi in strmimi apneniškimi in dolomitnimi vrhovi.Tudi kulturna krajina je pestra, saj so na pobočjih in slemenih, ki so iz mehkejših kamnin, pogosto vasice s polji.V zahodnem delu predalpskih pokrajin se svet opazneje dvigne zlasti v Cerkljansko- škofjeloškem in Idrijskem hribovju, kjer najvišji vrhovi, kot so Blegoš, Porezen in Črni vrh, presegajo 1000m. Tudi v vzhodnem delu štrlijo iz nižjega, povečini zložnejšega sveta osameli višji apneniški vrhovi ali grebeni (Paški Kozjak, Boč, Kum, Lisca in Bohor), ki posamič tudi segajo nad 1000m visoko.

## Kamnine
Predalpska Slovenija je zelo raznolika pri kamninski sestavi. Zahodni del je pretežno sestavljeni iz triasnih apnencev in dolomitov, vzhod iz glinovcev in peščenjakov, severovzhod pa iz metamorfnih in magmatskih kamnin.

## Delitev
Glede na značilnosti se Predalpska Slovenija nadalje deli na:
- Tolminsko hribovje
- Idrijsko-Cerkljansko hribovje
- Škofjeloško in Polhograjsko hribovje
- Ljubljanska kotlina
- Posavsko hribovje
- Menina in Dobrovlje
- Zgornja Savinjska dolina
- Velenjska dolina
- Vitanjsko-Konjiške Karavanke
- Pohorsko Podravje